# 陳振哲
陳振哲（英語：Richard Chan，1972年—），曾任香港大埔區議會林村谷選區區議員，前大埔民主聯盟成員，有「機場大叔」之稱。

## 從政以前
陳振哲區議員在香港出生長大，早年就讀耀山學校及龍翔官立中學。他擁有法律碩士學歷，曾從事會計工作，現時從事殯葬行業；目前在紅磡居住。

## 政治生涯
2019年11月24日，陳振哲首次參與區議會選舉，在林村谷選區以3,605票，擊敗得3,321票的經民聯陳灶良，成功當選。
2021年10月8日，香港政府宣佈第三批(新界東)區議員宣誓結果，陳振哲與其他15名民主派區議員一同被裁定宣誓無效，即時喪失區議員資格，並且在5年內不得參與各級選舉。

## 外部連結
- 陳振哲 Richard Chan （页面存档备份，存于）

| 議會席位      | 議會席位                                                | 議會席位 |
| ------------- | ------------------------------------------------------- | -------- |
| 前任： 陳灶良 | 大埔區議會 林村谷選區區議員 2020年1月1日－2021年10月7日 | 空缺     |